# Stenomicra jordanensis
Stenomicra jordanensis är en tvåvingeart som beskrevs av Amnon Freidberg och Wayne N. Mathis 2002. Stenomicra jordanensis ingår i släktet Stenomicra och familjen savflugor.
Artens utbredningsområde är Israel. Inga underarter finns listade i Catalogue of Life.